# In These Waters
In These Waters er det fjerde studiealbum af den danske singer-songwriter Mads Langer, der udkom den 4. marts på Svedala og Sony Music. Albummet er sangerens første album med udelukkende nyt materiale, siden det selvbetitlede album fra 2009. Albummet er indspillet i Stockholm og København, og er hovedsageligt produceret af det svenske producer-team SeventyEight i samarbejde med Mads Langer. In These Waters debuterede på førstepladsen af album-hitlisten, med 3178 solgte eksemplarer i den første uge. Det er Mads Langers første nummer ét-album. Albummet blev i september 2013 certificeret platin for 20.000 solgte eksemplarer. In These Waters var det sjette bedst sælgende album i 2013 i Danmark.
Om titlen In These Waters har Mads Langer udtalt:
| Citat | Titlen kan betyde mange ting. Den sigter mod, at jeg har skullet finde mine 11 favoritter ud af et hav af sange, jeg har skrevet i mit arbejde frem mod albummet. Den sigter mod at være i Danmark, hvor vi er omgivet af vand. Og den sigter mod den proces, jeg har været igennem: Jeg har leget med en mere moderne lyd end tidligere, og jeg har også samarbejdet med flere producere, som har baggrund inden for den elektroniske musik. Jeg synes, det er vigtigt at være nysgerrig og komme ud på dybt vand, hvis man skal udvikle sig. | Citat |
|       | |       |

Førstesinglen "Elephant" udkom den 21. januar 2013, og handler ifølge Mads Langer om "hvordan man kan føle sig som en elefant i et glashus". Singlen har modtaget platin for 30.000 downloads og tre-dobbelt platin for 3,6 millioner streams. "Elephant" var den anden mest spillede sang på de kommercielle radiostationer i Danmark i 2013, og den ottende mest spillede på P3 og P4.

## Spor
| 1.  | "Glass House"                     | Mads Langer                          | Langer, Svante Halldin, Jakob Hazell | SeventyEight, Mads Langer                   | 3:24 |
| 2.  | "Satellites"                      | Langer, Fred Cox                     | Langer, Cox                          | Søren Mikkelsen, Mads Langer                | 3:22 |
| 3.  | "Dire Straits"                    | Langer                               | Langer, Halldin, Hazell              | SeventyEight, Mads Langer                   | 5:04 |
| 4.  | "Elephant"                        | Langer                               | Langer, Halldin, Hazell              | SeventyEight, Mads Langer                   | 3:43 |
| 5.  | "In These Waters" (featuring Ida) | Langer, Ida                          | Langer, Ida                          | Søren Mikkelsen, Mads Langer                | 3:56 |
| 6.  | "Heartquake"                      | Langer, Robin Grubert, Kristian Nord | Langer, Grubert, Nord                | Robin Grubert, Kristian Nord                | 3:57 |
| 7.  | "Not Meant to Be Broken"          | Langer, Tommy Tysper, Fredrik Berger | Langer, Tysper, Berger               | SeventyEight, Tommy Tysper, Mads Langer     | 3:14 |
| 8.  | "No Gravity"                      | Langer, Tobias Frelin                | Langer, Frelin                       | SeventyEight, Mads Langer, Tobias Frelin[a] | 3:52 |
| 9.  | "Never Forget You"                | Langer, Ryan McMahon                 | Langer, McMahon                      | SeventyEight, Mads Langer                   | 4:18 |
| 10. | "Ghost Town"                      | Langer                               | Langer, Halldin, Hazell              | SeventyEight, Mads Langer                   | 3:50 |
| 11. | "When Silence Falls"              | Langer                               | Langer                               | SeventyEight, Mads Langer                   | 5:00 |

| 12. | "Five Stanzas of a Hymn" | 2:52 |

- Den 10. maj 2013 udkom den internationale udgave af In These Waters, med det nye nummer "Number One".[12]

| 1.  | "Number One"                      | Langer, Kevin Lawrie                 | Langer, Fridolin Nordsø Schjoldan    | Carl Wikström Ask                           | 3:49 |
| 2.  | "No Gravity"                      | Langer, Tobias Frelin                | Langer, Frelin                       | SeventyEight, Mads Langer, Tobias Frelin[a] | 3:52 |
| 3.  | "Dire Straits"                    | Langer                               | Langer, Halldin, Hazell              | SeventyEight, Mads Langer                   | 5:04 |
| 4.  | "Elephant"                        | Langer                               | Langer, Halldin, Hazell              | SeventyEight, Mads Langer                   | 3:43 |
| 5.  | "In These Waters" (featuring Ida) | Langer, Ida                          | Langer, Ida                          | Søren Mikkelsen, Mads Langer                | 3:56 |
| 6.  | "Heartquake"                      | Langer, Robin Grubert, Kristian Nord | Langer, Grubert, Nord                | Robin Grubert, Kristian Nord                | 3:57 |
| 7.  | "Satellites"                      | Langer, Fred Cox                     | Langer, Cox                          | Søren Mikkelsen, Mads Langer                | 3:22 |
| 8.  | "Glass House"                     | Mads Langer                          | Langer, Svante Halldin, Jakob Hazell | SeventyEight, Mads Langer                   | 3:24 |
| 9.  | "Never Forget You"                | Langer, Ryan McMahon                 | Langer, McMahon                      | SeventyEight, Mads Langer                   | 4:18 |
| 10. | "Not Meant to Be Broken"          | Langer, Tommy Tysper, Fredrik Berger | Langer, Tysper, Berger               | SeventyEight, Tommy Tysper, Mads Langer     | 3:14 |
| 11. | "Ghost Town"                      | Langer                               | Langer, Halldin, Hazell              | SeventyEight, Mads Langer                   | 3:50 |
| 12. | "When Silence Falls"              | Langer                               | Langer                               | SeventyEight, Mads Langer                   | 5:01 |

Noter
- ↑[a] angiver co-producer

## Hitlister og certificeringer
| Hitliste (2013) | Højeste placering |
| --------------- | ----------------- |
| Danmark         | 1                 |

| Hitliste (2013) | Placering |
| --------------- | --------- |
| Danmark         | 9         |
| Hitliste (2014) | Placering |
| Danmark         | 80        |

| Land (Organisation) | Certificering |
| ------------------- | ------------- |
| Danmark (IFPI)      | Platin        |

| 2013                                                             | "Elephant"   | 4  | 3 | 2  | - Platin (download) - 3× Platin (streaming) |
| 2013                                                             | "Heartquake" | 17 | — | 9  | - Platin (streaming)                        |
| 2013                                                             | "No Gravity" | 35 | — | 16 |                                             |
| "—" markerer en udgivelse der ikke opnåede en hitlisteplacering. |              |    |   |    |                                             |